# Cells Tissues Organs
Cells Tissues Organs, ist eine wissenschaftliche Fachzeitschrift, die vom Karger-Verlag veröffentlicht wird. Die Zeitschrift wurde 1945 unter dem Namen Acta Anatomica gegründet und änderte ihn im Jahr 1999 in Cells Tissues Organs. Sie erscheint monatlich. Es werden Arbeiten aus dem Bereich der Entwicklungs- und Zellbiologie veröffentlicht.
Der Impact Factor lag im Jahr 2014 bei 2,137. Nach der Statistik des ISI Web of Knowledge wird das Journal mit diesem Impact Factor in der Kategorie Anatomie und Morphologie an fünfter Stelle von 20 Zeitschriften, in der Kategorie Zellbiologie an 136. Stelle von 184 Zeitschriften und in der Kategorie Entwicklungsbiologie an 31. Stelle von 41 Zeitschriften geführt.